# 나의 첫 사회생활
《나의 첫 사회생활》은 tvN에서 방송되는 텔레비전 프로그램이다.

## 방송 개요
마냥 귀엽지만은 않은 아이들의 냉혹한 사회생활 속에서 지혜를 찾는 어른이들의 인간관계백서.

## 방송 시간
| 방송 채널 | 방송 기간                        | 방송 시간             | 비고 |
| --------- | -------------------------------- | --------------------- | ---- |
| tvN       | 2020년 1월 14일 ~ 2020년 3월 3일 | 화요일 오후 11시 00분 |      |

## 출연자

### 진행
- 이수근
- 소이현
- 홍진경

### 전문가 패널
- 서천석 (소아과 전문의)
- 김경일 (심리학과 교수)

## 시청률

### 2020년
| 회차 | 방송일   | AGB 시청률     |
| 회차 | 방송일   | 대한민국(전국) |
| ---- | -------- | -------------- |
| 1    | 1월 14일 | 1.41%          |
| 2    | 1월 21일 | 1.431%         |
| 3    | 1월 28일 | 1.062%         |
| 4    | 2월 4일  | 1.197%         |
| 5    | 2월 11일 | 1.102%         |
| 6    | 2월 18일 | 1.121%         |
| 7    | 2월 25일 | 0.969%         |
| 8    | 3월 3일  | 0.865%         |